# Kai Homilius Verlag
Der Kai Homilius Verlag ist ein in Berlin gegründeter Buchverlag mit Sitz in Magdeburg. Er gibt seit 2010 das rechtsextreme Compact-Magazin heraus.

## Hintergrund
Der Verlag wurde 1994 in Berlin von Kai Homilius begründet. Überregional bekannt wurde er durch seine Regionalliteratur, die sich vorwiegend mit Reisezielen im Osten Deutschlands beschäftigt. Im Jahre 2002 kam mit der Edition Zeitgeschichte eine zweite Richtung hinzu. In dieser Edition werden vorwiegend Sachthemen, nationale wie internationale, der Zeit nach 1945 behandelt.
Im Jahre 2004 wurden weitere Reihen aufgelegt: Politik und Denken, Globale Analysen, später Werke zur Militärgeschichte. 2007 folgte mit der Reihe Tatsachenreport eine belletristische Reihe zu Sachbuchthemen. Seit 2008 erscheinen monatlich Taschenbücher in der von Jürgen Elsässer herausgegebenen Reihe Compact. Seit 2009 sind auch DVDs mit Interviews mit  Andreas von Bülow, Jürgen Todenhöfer, Daniele Ganser oder Anita Petek-Dimmer im Programm. Eine Hörbuch-Reihe startete mit dem ehemaligen Spiegel-Redakteur Fritjof Meyer zum Thema Auschwitz im Herbst 2009. Seit 2001 erschienen außerdem Werke und Erinnerungen von ehemals hochrangigen Offizieren des Ministeriums für Staatssicherheit der DDR, so etwa von Karli Coburger oder von Heinz Geyer. Die Einladung von Heinz Geyer auf die Leipziger Buchmesse im Jahr 2008 sorgte für Empörung und Unverständnis. Im Homilius-Verlag erscheinen auch Bücher mit verschwörungstheoretischen Inhalten oder ähnlichen Themenbereichen. Homilius gründete mit Elsässer und Andreas Abu Bakr Rieger Ende 2010 auch die Compact-Magazin GmbH, die die Monatszeitschrift Compact herausbrachte; Rieger, Elsässer und Homilius hielten je ein Drittel der Anteile. Inzwischen schied Rieger als Gesellschafter aus. Während die Compact vor allem rechtsextremistische Positionen vertrat, veröffentlichten im Kai Homilius Verlag auch mehrere Autoren der marxistischen Zeitung junge Welt (Arnold Schölzel, Rüdiger Göbel, Rainer Rupp, Karin Leukefeld, Stefan Huth). Dies wurde in der Zeitung auch intern als Schulterschluss mit Rechtsextremen kritisiert, ein Artikel bezeichnete es als keinen Zufall, dass sich im Programm Buchtitel wie Unser Tausendjähriges Reich oder Kriegertaten. Große Feldherren der Weltgeschichte – von Alexander bis Rommel befänden.
Der Kai Homilius Verlag war auch Domain-Inhaber der Ende 2012, im Kontext der „Souveränitätskonferenz“ des Querfront-Magazins Compact eingestellten volks-initiative.info.